# Swołowo
Swołowo (kaszb. Zołowò, niem. Schwolow) – wieś w Polsce położona w województwie pomorskim, w powiecie słupskim, w gminie Redzikowo.

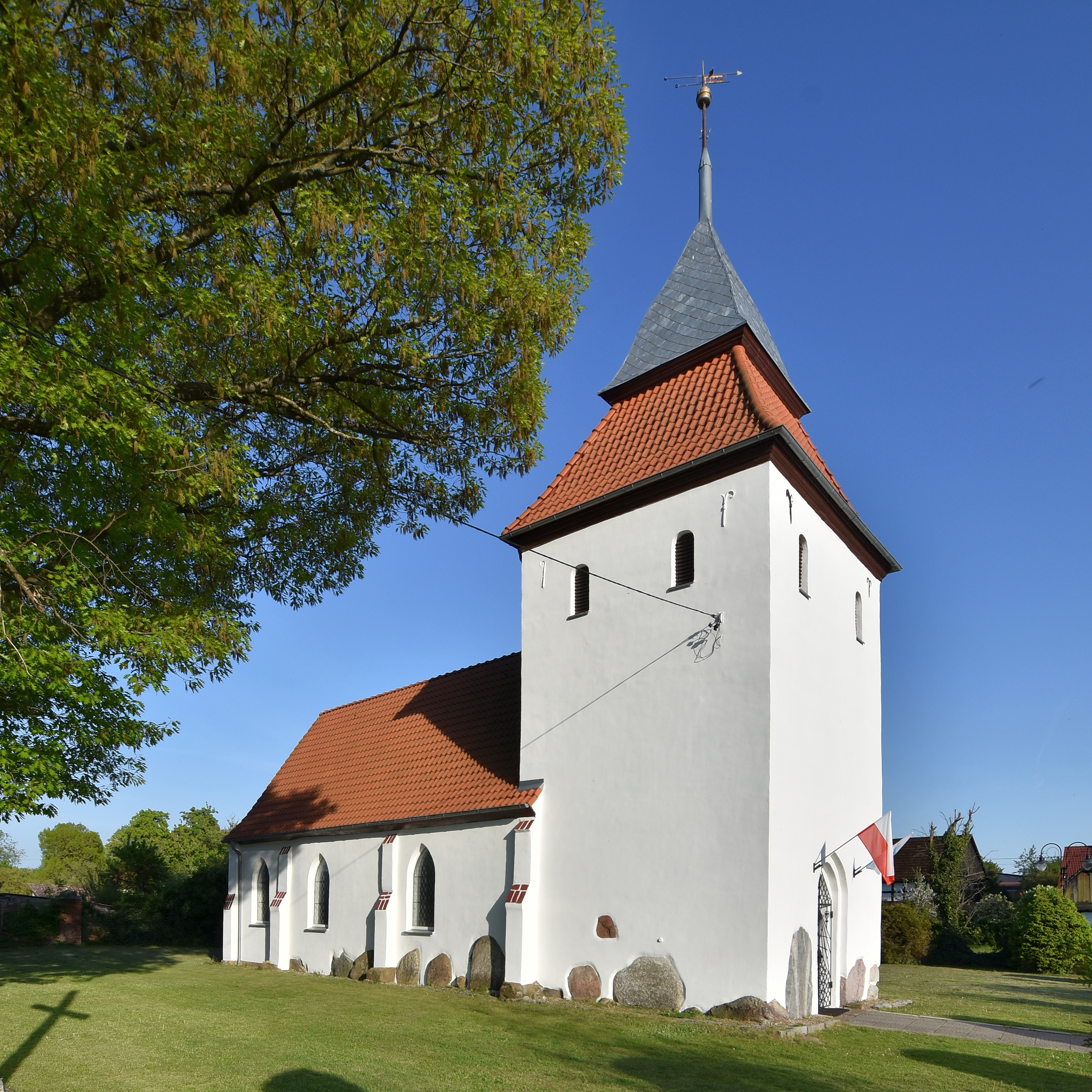
Kościół Wniebowzięcia NMP (1618)

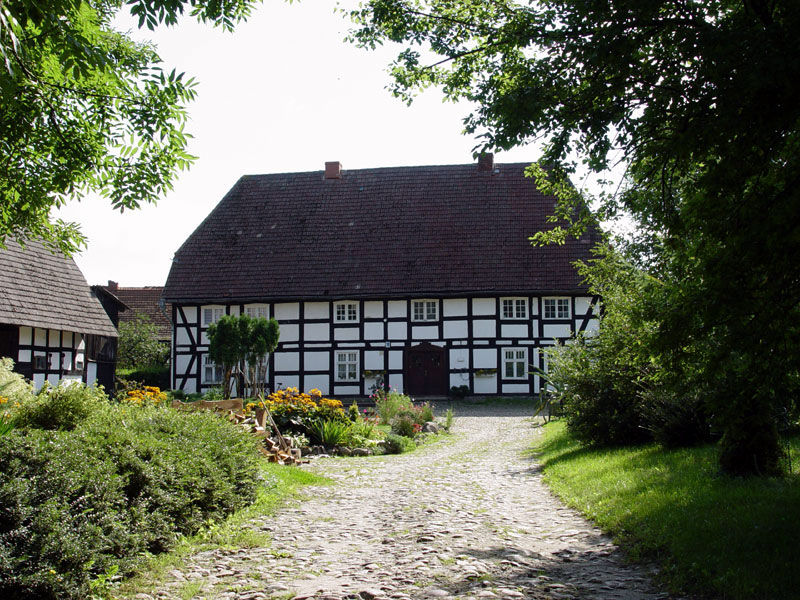
Zagroda nr 18 w Swołowie (1865)

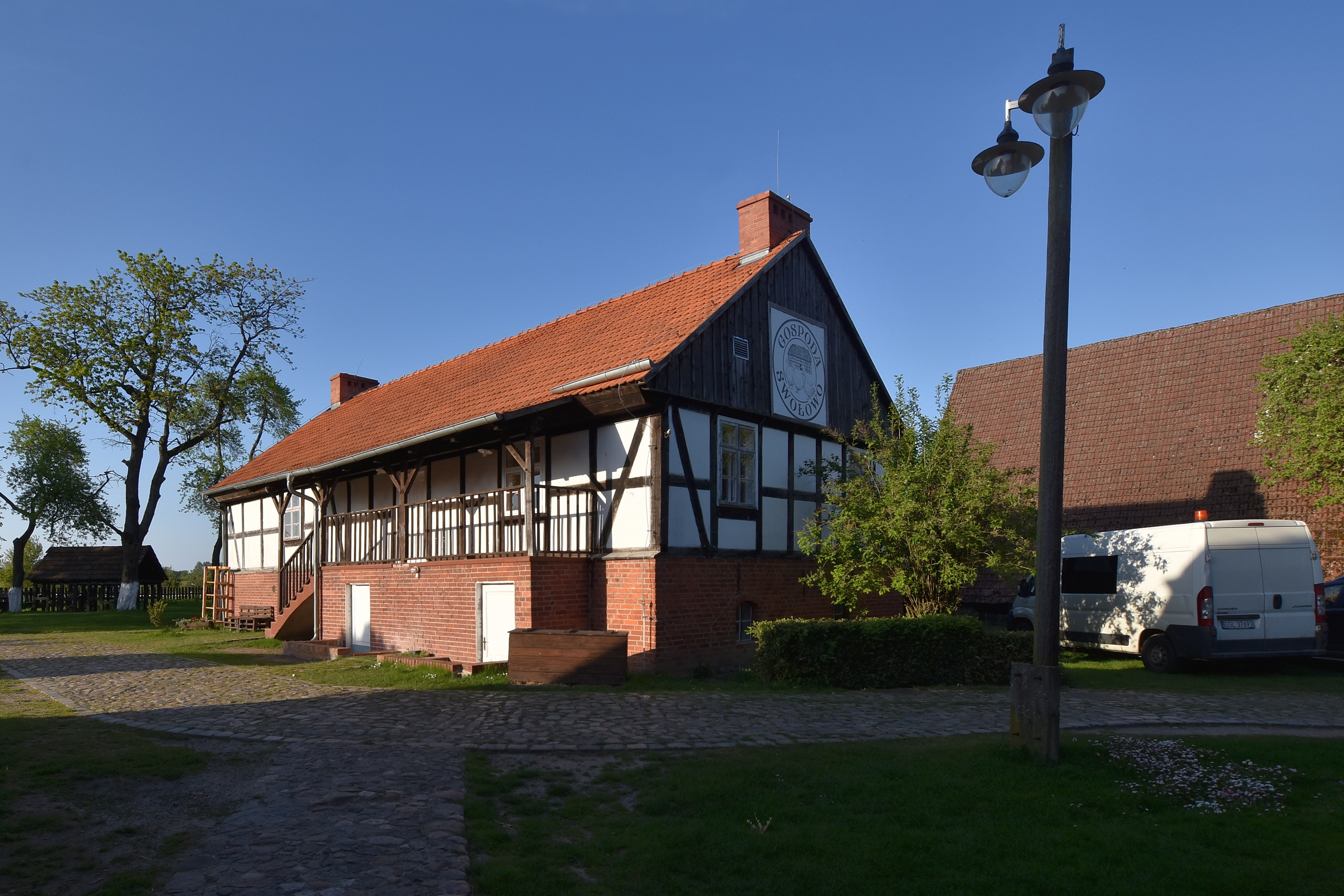
Gospoda Swołowo

W latach 1975–1998 miejscowość administracyjnie należała do województwa słupskiego.

## Położenie
Wieś położona około 15 km na północny zachód od Słupska, przy trasie Słupsk – Darłowo, z zachowanymi elementami średniowiecznych form zabudowy, m.in. niwa siedliskowa na planie owalnicy, przebieg dróg, zabudowa i zagospodarowanie przestrzeni. Jest to jedna z najciekawszych historycznie wsi na Pomorzu, uznana za Europejską Wieś Dziedzictwa Kulturowego i stolicę „Krainy w Kratę”. Znajdują się tu zachowane obiekty budownictwa szkieletowego (ryglowego) z początków XIX wieku, typowego dla bogatych pomorskich zagród chłopskich.
Zabudowa wsi to wzorcowy przykład pomorskich owalnic, których planowe zakładanie odbywało się we wczesnym średniowieczu. Główną oś planu owalnicowego, utworzono równolegle do kierunku płynącego przez wieś strumienia. Na cieku zwanym Zieloną Strugą spiętrzono wodę i utworzono mały staw, który pełnił przez wieki funkcje gospodarcze i rekreacyjne. Plac owalnicy, wraz z kościółkiem i stawem, jest płaski, a otoczenie tworzą łagodne zbocza doliny; fakt ten wykorzystano przy okazji komponowania zabudowy zagród i koncepcji rozłogów pól. Domy mieszkalne zajmują najwyżej położone tereny, zamykając zagrody od zewnątrz.

## Nazwa
Nazwa, wzmiankowana po raz pierwszy w 1230, ma pochodzenie słowiańskie i charakter dzierżawczy. Powstała przez dodanie do nazwy osobowej Zioło formantu -owo. Niemiecka nazwa Schwolow jest niedokładną adaptacją fonetyczną pierwotnej nazwy słowiańskiej, zaś współczesna nazwa polska Swołowo w miejsce oczekiwanej *Ziołowo – błędną resubstytucją nazwy niemieckiej, ustaloną przez KUNM za Stanisławem Kozierowskim.
Rada Języka Kaszubskiego proponuje opartą na polskiej kaszubską formę nazwy Swòłowò.

## Historia
Pierwsze wzmianki o wsi z 1230 roku, z okazji jej nadania Zakonowi Joannitów, potwierdzonego w 1240 roku przez Świętopełka II, w 1474 roku przechodzi we własność księcia słupskiego Eryka II. Uwłaszczenie chłopów przeprowadzono około 1820 roku. Od XVII wieku pod zarządem Słupska jako wieś królewska. Zachowało się tu najwięcej obiektów budownictwa szachulcowego liczące ponad 150 lat. Na zabudowaniach umieszczone są tablice z informacjami o ich historii.

## Zabytki
- Kościół filialny parafii Niepokalanego Poczęcia Najświętszej Maryi Panny w Bruskowie Wielkim z początków XV wieku z zachowanymi elementami gotyckimi, wybudowany przez Joannitów, kościół z cegły, posadowiony na kamiennym fundamencie. Od strony zachodniej jest wieża z czterobocznym hełmem zwieńczonym kulą i chorągiewką z datą 1618. W kościele pod wezwaniem Wniebowzięcia NMP zachowały się XIV-wieczne empory i drewniany prospekt organowy[9].
- Zabytkowa zagroda nr 8 – Filia Muzeum Pomorza Środkowego w Słupsku (Muzeum Kultury Ludowej Pomorza w Swołowie), należąca początkowo do rodziny Albrechtów z obiektami ryglowymi datowanymi na 1838 rok. Jest ona przykładem budownictwa szkieletowego typowego dla bogatych rodów chłopskich w tym rejonie Pomorza. Otwarta dla zwiedzających w 2008[10], obejmuje dom mieszkalny oraz odtworzoną stodołę, stajnię, oborę oraz chlew. W 2017 roku zanorowano tu 22783 zwiedzających[11].
- Zabytkowe budynki podległe pod Filię Muzeum Pomorza Środkowego w Słupsku znajdują się z Muzeum Kultury Ludowej Pomorza w Swołowie[12] – Budynek gospodarczy z piecem chlebowym, Stodoła bogatego pomorskiego chłopa, Chałupa zagrodnika, Dom chlebowy, Stodoła zagrodnika, Budynek gospodarczy – stolarnia, Kuźnia, Budynek gospodarczy – lodownia (łącznie 13 obiektów)[13]. W budynkach Muzeum Kultury Ludowej Pomorza w Swołowie można oglądać ekspozycje stałe oraz czasowe m.in.: związane z tradycjami tkackimi Pomorza, prezentującą rzemiosło tkackie na pomorskiej wsi od początku XVIII w do lat 70. XX w oraz Zagrodę Albrechta, w której znajduje się dom mieszkalny rodziny Albrechtów z w pełni zrekonstruowanym wnętrzem mieszkalnym okresu międzywojennego XX wieku[14].